# Giải Toán học của Viện hàn lâm Khoa học quốc gia Hoa Kỳ
Giải Toán học của Viện hàn lâm Khoa học quốc gia Hoa Kỳ là một giải thưởng của Viện hàn lâm Khoa học quốc gia Hoa Kỳ dành cho "công trình nghiên cứu Toán học xuất sắc được công bố trong vòng 10 năm vừa qua". Giải này được lập ra năm 1988 và được trao mỗi 4 năm.

## Các người đoạt giải
- 2012: Michael J. Hopkins
- 2008: Clifford H. Taubes
- 2004: Dan-Virgil Voiculescu
- 2000: Ingrid Daubechies
- 1996: Andrew J. Wiles
- 1992: Robert MacPherson
- 1988: Robert P. Langlands